# Gouvernement Deakin II
Reid Fisher I
Le gouvernement Deakin II est le 5e gouvernement de l'Australie fédérale, le 3e et dernier formé par le Parti protectionniste et le 2e des trois gouvernements menés par Alfred Deakin. C'est un gouvernement minoritaire bénéficiant du soutien sans participation du Parti travailliste, et il est au pouvoir du 5 juillet 1905 au 13 novembre 1908. Sous ce gouvernement, les entreprises australiennes bénéficient de politiques protectionnistes mais doivent en contrepartie rémunérer convenablement leurs ouvriers. Le gouvernement pose aussi un fondement de la protection sociale avec la création de pensions de vieillesse.

## Formation
Le gouvernement Reid, formé en août 1904, est le seul gouvernement fédéral australien formé par le Parti pour le libre-échange. Au nom notamment de la défense du protectionnisme, Alfred Deakin (chef du Parti protectionniste) et Chris Watson (chef du Parti travailliste) s'entendent pour adopter en juillet 1905 une motion de défiance qui fait le chuter, ce qui permet à Alfred Deakin de constituer un gouvernement.
Les élections législatives fédérales de décembre 1906 produisent, comme les précédentes, un parlement sans majorité. Le gouvernement Deakin demeure en place avec le soutien des travaillistes, bien que les travaillistes aient davantage de sièges que les protectionnistes dans les deux chambres du Parlement.
La composition initiale du gouvernement est la suivante :
| Nom | Nom                        | Nom | Fonctions                                           | Parti           | Remarques                                           |
| --- | -------------------------- | --- | --------------------------------------------------- | --------------- | --------------------------------------------------- |
|     | Alfred Deakin              |     | Premier ministre, Ministre des Affaires extérieures | Protectionniste |                                                     |
|     | Isaac Isaacs               |     | Procureur général                                   | Protectionniste |                                                     |
|     | William Lyne               |     | Ministre du Commerce extérieur et des Douanes       | Protectionniste | reconduit au même poste qu'au gouvernement Deakin I |
|     | John Forrest               |     | Ministre des Finances                               | Protectionniste |                                                     |
|     | Austin Chapman             |     | Maître des Postes                                   | Protectionniste |                                                     |
|     | Thomas Playford (sénateur) |     | Ministre de la Défense                              | Protectionniste |                                                     |
|     | Littleton Groom            |     | Ministre de l'Intérieur                             | Protectionniste |                                                     |
|     | Thomas Ewing               |     | Vice-président du Conseil exécutif                  | Protectionniste |                                                     |
|     | John Keating (sénateur)    |     | Ministre sans portefeuille                          | Protectionniste |                                                     |

## Changements ultérieurs
Un remaniement ministériel a lieu en octobre 1906 lorsque le procureur général Isaac Isaacs quitte le gouvernement pour devenir juge à la Haute Cour. Littleton Groom est alors nommé procureur général, cédant le ministère de l'Intérieur à Thomas Ewing, qui cède la vice-présidence du Conseil exécutif à John Keating. Samuel Mauger entre au gouvernement comme ministre sans portefeuille.
Thomas Playford perd son siège de sénateur aux élections de 1906, et de ce fait doit renoncer au ministère de la Défense. En janvier 1907, Thomas Ewing est nommé à sa succession, et est remplacé par John Keating au ministère de l'Intérieur. Robert Best entre au gouvernement comme vice-président du Conseil exécutif.
Un nouveau remaniement est opéré en juillet 1907, produisant le gouvernement suivant :
| Nom | Nom                     | Nom | Fonctions                                           | Parti           | Remarques |
| --- | ----------------------- | --- | --------------------------------------------------- | --------------- | --------- |
|     | Alfred Deakin           |     | Premier ministre, Ministre des Affaires extérieures | Protectionniste |           |
|     | Littleton Groom         |     | Procureur général                                   | Protectionniste |           |
|     | Austin Chapman          |     | Ministre du Commerce extérieur et des Douanes       | Protectionniste |           |
|     | William Lyne            |     | Ministre des Finances                               | Protectionniste |           |
|     | Samuel Mauger           |     | Maître des Postes                                   | Protectionniste |           |
|     | Thomas Ewing            |     | Ministre de la Défense                              | Protectionniste |           |
|     | John Keating (sénateur) |     | Ministre de l'Intérieur                             | Protectionniste |           |
|     | Robert Best (sénateur)  |     | Vice-président du Conseil exécutif                  | Protectionniste |           |

En janvier 1908, James Hume Cook entre au gouvernement comme ministre sans portefeuille.

## Législation
Ce second gouvernement Deakin met en place les fondamentaux d'un système d'administration fédérale, dont un bureau du recensement et des statistiques, un système national de quarantaine, et un système national de copyright.
Il introduit plusieurs lois protectionnistes en matière de commerce extérieur, exemptant toutefois de droits de douane les produits en provenance du Royaume-Uni et exigeant des entreprises australiennes qu'elles rémunèrent convenablement leurs employés. En 1908 est adoptée une loi créant des pensions pour les personnes invalides ou âgées pauvres.
Une loi de 1905 établit une administration coloniale australienne en Nouvelle-Guinée britannique, qui devient le territoire de Papouasie. Des lois sont également adoptées pour transférer le territoire du Nord (jusque là sous administration de l'Australie-Méridionale) aux autorités fédérales, et pour transférer aux autorités fédérales une partie du territoire de Nouvelle-Galles du Sud qui deviendra le Territoire de la capitale australienne, site de Canberra.
Le gouvernement accueille chaleureusement la visite de la « Grande flotte blanche » des États-Unis à Sydney et à Melbourne, la United States Navy étant considérée comme un potentiel allié à la politique de défense de l'Australie.

## Fin
Le gouvernement Deakin est contraint de démissionner en novembre 1908 car le Parti travailliste ne lui accorde plus sa confiance. Andrew Fisher devient alors Premier ministre à la tête d'un gouvernement minoritaire travailliste.